# 六也乡
六也乡，是中华人民共和国广西壮族自治区河池市大化瑶族自治县下辖的一个乡镇级行政单位。

## 行政区划
六也乡下辖以下地区：
豆也村、和平村、弄茶村、六累村、德礼村、华善村、加司村、边弄村、春贵村、吞依村和茶油村。